# Bhalayakharka
Bhalayakharka (en népalais : भलायखर्क) est un comité de développement villageois du Népal situé dans le district de Lamjung. Au recensement de 2011, il comptait 2 190 habitants.